# 엠씨 더 맥스
엠씨 더 맥스(영어: M.C. The Max)는 대한민국의 록밴드이다. 문차일드라는 밴드로 시작했던 엠씨 더 맥스는 멤버이자 연기자인 허정민이 탈퇴하면서 새롭게 재결성된 밴드이다. 밴드의 이름은 'Moon Child The Maximum'을 줄여서 만들어졌다. 따라서, 엠씨(M.C.)는 문차일드(Moon Child)의 약자이다. 한국적인 발라드에 중점을 두어 팝 록을 주장르로 하고 펑크 록과 테크노 록 등의 음악을 겸하며 활동을 해나가고 있다. 방송 활동은 자제하고 음악 활동에 더욱 집중하여 실력파 밴드라는 이미지가 강한 밴드이기도 하다.

## 활동

### 새로운 시작 (2001년 - 2005년)
2000년에 GM기획에서 4인조 아이돌 밴드 그룹인 문차일드는 록 발라드와 테크노 록 등의 장르의 음악을 선보였다. 2장의 앨범을 냈으나, 2001년에 성공적이지 못한 활동으로 인해 잠정 해체되었다. 이듬해인 2002년에는 남아있던 멤버 3명이 예전보다 더 나은 음악을 보여주겠다는 의미로 문차일드 이상의 음악을 보여주겠다는 의미의 M.C. The Max라는 새로운 이름의 밴드로 거듭났다. 새로이 결성하고 발매한 1집 《M.C. The Max!》에서 엠씨 더 맥스는 일본의 인기 록 밴드인 엑스 재팬의 리더 요시키의 지원을 받아 엑스 재팬의 노래인 〈Tears〉를 리메이크한 〈잠시만 안녕〉을 타이틀곡으로 내세워 큰 인기를 거두었다. 또한, 1집의 두 번째 CD는 멤버들이 작곡, 작사한 곡들로만 구성되어있는데, 엠씨 더 맥스 멤버들의 음악적 능력도 한껏 느낄 수 있다. 문차일드 때엔 아이돌 밴드라는 이미지가 강했으나, 엠씨 더 맥스라는 이름으로의 재기를 통해 실력파 밴드로서의 이미지를 구축해나간다.
2003년 말에 엠씨 더 맥스는 2집 《Love Is Time Sixth Sense》를 발매한다. 일본 록 밴드 안전지대의 멤버 다마키 코지가 작곡한 〈사랑의 시〉를 안전지대의 새 음반과 동시 발매한다.
이듬해인 2004년에 발표된 3집 《Solitude Love》에서는 일본의 가수 히로세 코미가 작곡한 〈행복하지 말아요〉를 타이틀곡으로 하여 활동을 시작했다. 3집에서는 이전보다 더욱 발라드적인 요소가 가미되었다.

### 해체설과 2기, 그리고 걸즈 (2006년 - 2007년)
4집 활동이 갑작스럽게 중단되었으나 엠씨 더 맥스는 중간에 드라마 OST인 〈사랑하고 있네요〉와 컴필레이션 앨범 수록곡인 〈사랑을 찾아서〉를 발매하였다. 2006년 말을 기해 3명의 멤버와 기존의 소속사인 파라마운트 엔터테인먼트와의 계약 기간이 끝날 무렵, 파라마운트 엔터테인먼트에서 엠씨 더 맥스 2기와 엠씨 더 맥스 걸즈를 데뷔시키려 하였고, 보컬 이수를 솔로로 데뷔 시키려 하였으나 보컬 이수는 "3명이 함께가 아니라면 음악을 할 수 없고, 엠씨 더 맥스의 M.C는 문차일드, 즉 우리 셋만을 의미한다"라고 하며, 소속사의 방침에 반대하여 파라마운트 엔터테인먼트를 떠나 새 소속사인 비타민 엔터테인먼트와 계약을 맺었다. 전 소속사인 파라마운트 엔터테인먼트는 엠씨 더 맥스라는 명칭은 자신들의 소속사에서 2014년까지 소유하도록 되어 있다며 멤버들의 엠씨 더 맥스 명칭 사용에 법적 제한을 가하려 하였다. 또한 소송이 벌어지고 있는 상황에서 파라마운트 엔터테인먼트는 엠씨 더 맥스가 이전에 녹음하였으나 정규 앨범에 싣지 않은 곡으로 추정되는 〈볼때기 사랑〉을 수록한 《The Perfect Ballad》를 출시해버리기도 했다. 이 와중에 이수는 컴필레이션 앨범에 참여, 김돈규의 노래를 리메이크한 〈나만의 슬픔〉을 발매하기도 했다. 이 일이 알려지자 파라마운트 엔터테인먼트의 대표는 [엠씨 더 맥스] 라는 이름을 만든 것이 본인이라며 그에 대해 3명의 멤버들이 회사를 옮겨 마음대로 사용할 수 없다 라고 그 이름을 사용하지말라는 소유권 청구 소송을 제기했다. 그러나 법원은 [엠씨 더 맥스]는 3명의 멤버들을 지칭하는 대명사와 마찬가지라고 의식되고 기존 멤버들이 그 이름의 명성을 높인바가 인정되므로 [엠씨 더 맥스] 측에게 승소 판결을 내렸고, 파라마운트 엔터테인먼트는 계획을 접어야만 했다. 그러나 안타깝게도 엠씨 더 맥스 측은 기존 소속사와의 계약이 완전히 끝나기 전에 타 소속사와 계약을 하였기에 이중계약임이 성립되어 벌금을 내는것으로 마무리 되었다.
엠씨 더 맥스는 2007년 4월 18일에 [비타민 엔터테인먼트]에서 5집 《Returns》를 전격 발표했다. 5집은 기존 앨범과 다르게 발라드 형식에서 많이 벗어나 록적인 요소를 많이 가미해 기존의 발라드 밴드라는 인식을 희석시켰다. 그러나 전 소속사에서 언론플레이를 이용해 원래의 엠씨 더 맥스가 해체했다는 허위 보도를 하고 엠씨 더 맥스 2기의 싱글 앨범을 발표했으며, 5월 10일에 기존의 엠씨 더 맥스가 부른 노래들을 편곡하거나 데모로 부른 노래들을 짜깁기한 베스트 커튼콜 앨범을 발매하는 등의 행위를 하기도 했다. 엠씨 더 맥스는 5집 발매 후 리패키지 음반을 [part.2] 와 [part.3] 로 구성을 조금씩 바꾸어 더 발매하였다. 

5집 활동이 끝난 후 이수는 럼블피쉬 보컬 최진이의 듀엣곡인 〈레퀴엠〉, 2008년 4월에 발매한 이수의 솔로 음반 《I Am》 등에서 함께 활동했다. 두 음반에 전민혁과 제이 윤 모두 세션으로 참여하였다. 문차일드 1집과 엠씨 더 맥스 5집에 참여한 다빈크(임형빈)와 함께 일렉트로니카 프로젝트 밴드인 모노토닉으로 활동하였으며, 다빈크는 신해철이 잠시 결성했었던 테크노 록 그룹 비트겐슈타인에서 활동했고 자두의 5집 앨범에 참여하기도 했다.

### 6집 발매와 군 입대 (2008년 - 2012년 )
엠씨 더 맥스는 1년 5개월만인 2008년 9월 30일에 정규 6집 앨범 《Via 6》를 발매하였다. 또한 6집 발매와 함께 그해 10월 18일에 서울 연세대학교에서 시작으로 11월 8일 성남 아트센터, 11월 15일 부산KBS홀, 12월 20일 대구보건대학교 인당아트홀에서 전국 투어 콘서트인 “Eclipse”에 서게 된다. 엠씨 더 맥스는 〈눈물은 모르게〉로 6집 활동을 시작하였으나 복귀 한달 후 이전에 정해놓은 타이틀곡인 〈나를 보낸다〉로 활동하게 되었다. 〈나를 보낸다〉는 리메이크곡으로, 엠씨 더 맥스가 이전에 일본 작곡가의 곡을 받아 타이틀곡을 채택한 경우가 있어 사람들이 엠씨 더 맥스를 리메이크 밴드로 오해하는 경향이 있어 타이틀곡 선정에 논란이 있기도 하였다.
2008년 12월 10일에는 화보 팩키지 앨범인 《Unlimited》를 1만장 한정 발매하기도 하였으나, 당초 예상보다 많은 선주문량으로 인해 1만장을 더 추가하였다. 2009년에는 2007년의 콘서트 “월아무적”의 실황을 담은 《월아무적(月兒無敵)》를 발매하였다. 6월 13일과 6월 14일에 거쳐 연세대학교에서 전 멤버 군입대 전 마지막 콘서트인 “잠시만 안녕”을 열었고, 6월 18일에는 군입대 공백기간을 아우를 스페셜 앨범인 《Rewind & Remind》를 온라인에서, 6월 23일에는 오프라인에서 발매하였다. 6월 25일에 이수의 훈련소 입대와 공익복무 시작, 7월 27일 전민혁의 대한민국 공군 군악병 입대가 있었다. 제이 윤은 미국 시민권을 포기하고 군 입대를 지망하였으나, 2008년 콘서트에서 입은 부상으로 9월 17일에 논산훈련소로 입소를 한 후 공익근무요원으로 복무하게 되었다. 이로써 음악 그룹의 전 멤버가 군입대를 하여 국방부가 최근 연예인들의 병역 기피의 세태 속에서 전원 군 입대를 선택한 엠씨 더 맥스를 대한민국 음악 그룹의 모범답안이라고 하기도 했다. 멤버들의 군 입대가 있는 와중에 싱글 〈소식 (So Sick)〉을 발매하기도 했다. 2011년 말, 멤버 전원이 군역 활동이 종료, 그 해 12월 29일부터 12월 31일까지 서울 용산아트홀에서 단독 콘서트를 열면서 활동을 재개했으며 TV조선 드라마 한반도 OST에도 참여하였다. 2012년 9월에는 소속사 뮤직앤뉴로 이전하였다.

### 7집 발매 후 재기 (2014년 - )
엠씨 더 맥스는 2012년까지 다양한 활동을 펼치다가, 2014년 1월 2일 정규 7집 앨범 《Unveiling》으로 6집 《Via 6》이후 약 5년 만에 컴백했다. 컴백 직후 타이틀곡 《그대가 분다》는 각종 음원차트 1위를 휩쓸었고, 《2014년 제 6회 멜론뮤직어워드 뮤직스타일상 발라드부문》을 수상했고, 그 외 《입술의 말》, 《백야》 등 대중들에게 많은 인기를 수상하며 컴백에 완전히 성공했다. 그 후 SBS TV 드라마 《괜찮아 사랑이야》 OST Part 7 《U》, 《미녀의 탄생》 OST Part 4 《바라보기》의 드라마 OST에 참여, 또 7집 앨범 발매기념 콘서트, 2014년 엠씨더맥스 겨울나기 콘서트 등 많은 공연을 통해 대중의 사랑을 받았다.
2015년 1월, 멤버 이수의 MBC 예능 《나는 가수다 3》 출연이 확정됐지만 이수의 과거 미성년자 성매매로 인해 생성된 부정적인 여론들이 이수의 나는 가수다 3 출연을 반대하는 의견을 피력했고 이것을 의식한 MBC측은 이수를 나는 가수다 3에서 강제로 하차시켜 많은 논란이 있기도 했다. 또, 멤버 제이윤도 자신의 SNS 등을 통해 이수의 단독 행동에 대해 자신의 감정을 표출했고, 이는 엠씨더맥스 불화설로도 이루어지기도 했다.
하지만, 2015년 4월 23일 다시한번 SBS 드라마 《냄새를 보는 소녀》 OST Part 5 《그 남잔 말야》로 다시한번 대중들의 사랑을 받았고, 각종 콘서트로 활동한 뒤 2016년 1월 28일 정규 8집 앨범 《pathos》를 발매하면서 다시 7집 《Unveiling》후 2년만에 정규 앨범으로 컴백했다. 타이틀곡 《어디에도》와 《어김없이》등 또다시 많은 곡들이 대중에게 들어왔고, 특히 타이틀 곡 《어디에도》는 2016년 가온 종합차트 2위, 멜론 종합차트 3위 등을 기록하면서 엠씨더맥스의 노래들 중 가장 많은 사랑을 받았으며 대중들은 또다시 엠씨더맥스의 노래에 매료되었다. 엠씨더맥스는 8집 앨범 발매 후 2016년 2월 20일부터 8집 앨범 발매 기념 전국 투어 콘서트를 진행, 또 다시 활발한 활동을 이어나가며 이제는 데뷔 16년차 프로페셔널 밴드로 국민들에게 사랑받고 있다.
이후 멤버 이수의 솔로활동, OST 발매, 연말 콘서트 등으로 활동하다 2019년 1월 2일, 8집 발매 이후 3년 만에 정규 9집 《Circular》를 발매하면서 컴백하였다. 9집 발매 전이였던 2018년 12월 21일, 서울을 시작으로 앨범 발매 기념 전국투어 콘서트를 개최하였으며 앨범 발매 이후 타이틀 곡 《넘쳐흘러》가 멜론 등 국내 음원차트에서 1위를 차지하면서 대중들에게 많은 사랑을 받으며 엠씨더맥스의 인기를 다시 한번 실감하게 해주었다. 지난 정규 앨범들과 마찬가지로 타이틀곡인 《넘쳐흘러》뿐만 아니라 앨범 발매 전 콘서트에서 선공개 한 《사계(하루살이)》와 더불어 《너의 목소리가 들려》, 《크레바스(Circular op.1)》등 9집 내 수록곡들이 많은 사랑을 받았다.
2020년, 20주년을 기념하며 3월, 1집 《M.C. The Max!》의 수록곡 《One Love》의 리마스터 버전과 신곡 《처음처럼》을 선공개하였다. 《처음처럼》은 공개되고 나서 모든 음원 사이트 1위를 휩쓸었다.

## 구성원
| 이름 | 소개 |
| ---- | --- |
| 이수 | - 본명 : 전광철 - 생년월일 : 1981년 4월 22일(44세) - 출생지 : 대한민국 서울특별시 - 학력 : 서울사이버대학교 디지털엔터테인먼트학과 - 포지션 : 메인보컬, 기타 - 활동기간 : 2002년 ~ 현재 |

### 이전 구성원
| 이름    | 소개 |
| ------- | --- |
| 제이 윤 | - 본명 : 윤재웅 - 생년월일 : 1982년 9월 27일 - 출생지 : 대한민국 서울특별시 - 사망일 : 2021년 5월 13일(38세) - 사망지 : 대한민국 서울특별시 - 학력 : 홍익대학교 영문학과 - 포지션 : 베이스, 바이올린 - 활동기간 : 2002년 ~ 2021년 |
| 전민혁  | - 본명 : 전홍만 - 생년월일 : 1981년 6월 13일(43세) - 출생지 : 대한민국 서울특별시 - 학력 : 청운대학교 - 포지션 : 드럼 - 활동기간 : 2002년 ~ 2022년                                                                                |

## 음반 목록

### 정규 음반
1. 《M.C.The Max!》 (2002년)
2. 《Love Is Time Sixth Sense》 (2003년)
3. 《Solitude Love》 (2004년)
4. 《The Rusted Love》 (2005년)
5. 《Returns》 (2007년)
6. 《Via 6》 (2008년)
7. 《Unveiling》(2014년)
8. 《pathos》(2016년)
9. 《Circular》(2019년)
10. 《CEREMONIA》(2021년)

### 스페셜 음반
- 《Memory Traveler》 (2005년, 리메이크 음반)
- 《Returns Part Ⅱ》 (2007년, 5집 두 번째 음반)
- 《Fall In Love》 (2007년, 5집 세 번째 음반)
- 《Unlimited》 (2008년, 스페셜 음반)
- 《월아무적(月兒無敵)》 (2009년, 라이브 실황 음반)
- 《Rewind & Remind》 (2009년, 스페셜 음반)
- 《pathos tour live》(2016년, 라이브 실황 음반)

### 컬렉션 음반
- 《M.C. the MAX BEST Curtain Call》 (2007년)

### 컴필레이션 음반
- 〈One Love〉 (2003년, SBS 드라마 《때려!》 OST, 1집앨범 수록곡)
- 〈사랑하고 있네요〉 (2006년, MBC 드라마 《넌 어느 별에서 왔니?》 수록곡)
- 〈Run To The Sky〉 (2006년, KBS 애니메이션 《아이언키드》 주제가)
- 〈사랑을 찾아서〉 (2006년, 프로젝트 앨범 《Somewhere over the rainbow Vol 2》 수록곡)
- 〈Do They Know It's Christmas Time〉 (2007년, 크리스마스 자선 음반 《All Star Christmas》 수록곡)
- 〈Requiem〉 (2008년, 디지털싱글 《레퀴엠》 수록곡)
- 〈Cry With Us〉 (2008년, 북한어린이돕기 프로젝트 앨범 《Cry With Us》 주제가)
- 〈가시물고기〉 (2008년, 모바일 디지털 싱글 프로젝트 앨범 《Stage#1 - TOP》 수록곡)
- 〈소식 (So Sick)〉 (2009년, 디지털 싱글 프로젝트 앨범 《In The Season 2009 Summer》 수록곡)
- 〈U〉 (2014년, SBS 드라마 《괜찮아 사랑이야》 OST Part 7 수록곡)
- 〈바라보기〉 (2014년, SBS 드라마 《미녀의 탄생》 OST Part 4 수록곡)
- 〈그 남잔 말야〉 (2015년, SBS 드라마 《냄새를 보는 소녀》 OST Part 5 수록곡)
- 〈그대, 바람이 되어〉 (2016년, KBS2 드라마 《태양의 후예》 OST Part 9 수록곡)
- 〈단 한번의사랑〉 (2017년, KBS2 드라마 《사임당, 빛의일기》 OST Part 6 수록곡)
- 〈My Way〉 (2017년, MBC 드라마 《돈꽃》 OST Part 1 수록곡)

### 참여 음반
- 《I am》(2008년, 보컬 이수 솔로앨범 1집)
- 《inhale》 (2017년, 보컬 이수 솔로앨범 2집)

### 싱글
- Duplex Man (2004년, 디지털 싱글, New K Pop Compilation 수록곡)
- The Perfect Ballad (2007년, 디지털 싱글)
- Run To The Sky (Cooler Remix) (2007년, 디지털 싱글)
- Requiem (2008년, 디지털 싱글 《레퀴엠》 수록곡)
- 《사랑합니다》 (2010년, 디지털 싱글)

## 음반 외 활동

### 홍보대사
- 보건복지가족부 수돗물 불소농도 조정사업 홍보대사 (2003년)

## 수상 경력
| 연도   | 수상 내역 |
| ------ | --- |
| 2004년 | - 제19회 골든디스크상 본상 - SBS 가요대전 본상                                                                                     |
| 2005년 | - SBS 가요대전 본상 |
| 2006년 | - 제21회 골든디스크상 본상 |
| 2007년 | - 제3회 싸이월드 디지털 뮤직 어워드 Song Of The Month - 제14회 대한민국 연예예술상 그룹부문가수상 - 제17회 하이원서울가요대상 본상 |
| 2014년 | - 제6회 《멜론 뮤직 어워드》발라드 부문 뮤직스타일상 - <그대가 분다>                                                               |
| 2017년 | - 제6회 《가온차트 뮤직 어워드》올해의 파퓰러 싱어상 - <어디에도> - 제6회 《가온차트 뮤직 어워드》올해의 롱 런 음원상 - <어디에도> |
| 2019년 | - 제11회 《멜론 뮤직 어워드》 - TOP 10 - 이 외 다수 인기상                                                                         |
| 2020년 | - 제34회 《골든디스크》 - 디지털음원 부문 본상 - 제9회 《가온차트 뮤직 어워즈》 - 2019년 1월 음원 부문 올해의 가수상               |
| 2021년 | - 제10회 《가온차트 뮤직 어워즈》 - 올해의 가수상 (디지털 음원부문 3월)                                                            |

### 가요 프로그램 1위
| 연도            | 수상 내역 (총 18회) |
| --------------- | --- |
| 2004년 (총 8회) | - 사랑의 시 (총 7회) - 1월 17일 MBC 《음악캠프》 1위 - 1월 18일 SBS 《인기가요》 뮤티즌송 - 1월 24일 MBC 《음악캠프》 1위 - 1월 25일 SBS 《인기가요》 뮤티즌송 - 1월 31일 MBC 《음악캠프》 1위 - 2월 7일 MBC 《음악캠프》 1위 (4주 연속) - 2월 15일 SBS 《인기가요》 뮤티즌송 (트리플 크라운) - 그대는 눈물겹다 (총 1회) - 3월 21일 SBS 《인기가요》 뮤티즌송                         |
| 2005년 (총 7회) | - 행복하지 말아요 (총 4회) - 1월 6일 M.net 《엠카운트다운》 1위 - 1월 20일 M.net 《엠카운트다운》 1위 - 1월 23일 SBS 《인기가요》 뮤티즌송 - 2월 3일 M.net 《엠카운트다운》 1위 (트리플 크라운) - 이별이라는 이름 (총 1회) - 3월 13일 SBS 《인기가요》 뮤티즌송 - 사랑은 아프려고 하는 거죠 (총 2회) - 12월 24일 MBC 《쇼음악중심》 1위 - 12월 31일 MBC 《쇼음악중심》 1위 (2주 연속) |
| 2006년 (총 3회) | - 사랑은 아프려고 하는 거죠 (총 3회) - 1월 15일 SBS 《인기가요》 뮤티즌송 - 1월 22일 SBS 《인기가요》 뮤티즌송 (2주 연속) - 2월 2일 M.net 《엠카운트다운》 1위 |